# Hřib skvrnitý
Hřib skvrnitý (Hemileccinum depilatum (Redeuilh) Šutara 2008) je houba z čeledi hřibovitých. Ačkoli je tento druh jedlý, může svým jodoformovým zápachem negativně ovlivnit kvalitu výsledného pokrmu (z toho důvodu bývá někdy značen i jako nejedlý). Hřib skvrnitý je zařazen v Červeném seznamu hub České republiky a neměl by se proto sbírat.

## Synonyma
- Boletus depilatus Redeuilh[1] 1986
- Leccinum depilatum (Redeuilh) Šutara[1] 1989
- Hemileccinum depilatum (Redeuilh) Šutara[1] 2008
- Xerocomus depilatus (Redeuilh) Manfr. Binder et Besl[1] 2000

## Taxonomie
V Českých zemích byl hřib skvrnitý dříve chybně určován jako hřib vonný (který se zde však nevyskytuje, resp. jeho výskyt dosud nebyl potvrzen). Později byl ztotožňován s blízce příbuzným hřibem plavým. Odlišných znaků si v roce 1985 všiml český mykolog Josef Šutara, který jej chtěl popsat jako samostatný druh. Těsně jej předběhl francouzský mykolog Guy Redeuilh roku 1986. O tři roky později nový druh Šutara na základě prvků blízkých rodu Leccinum (kozák/křemenáč) přeřadil. Hřib skvrnitý ale vykazoval i prvky společné s rodem Xerocomus (suchohřib), takže jej v roce 2000 Besl a Binder opět přeřadili. Roku 2008 pro hřib skvrnitý (a plavý) vytvořil Josef Šutara samostatný rod Hemileccinum, do kterého oba druhy přesunul.

## Vzhled

### Makroskopický

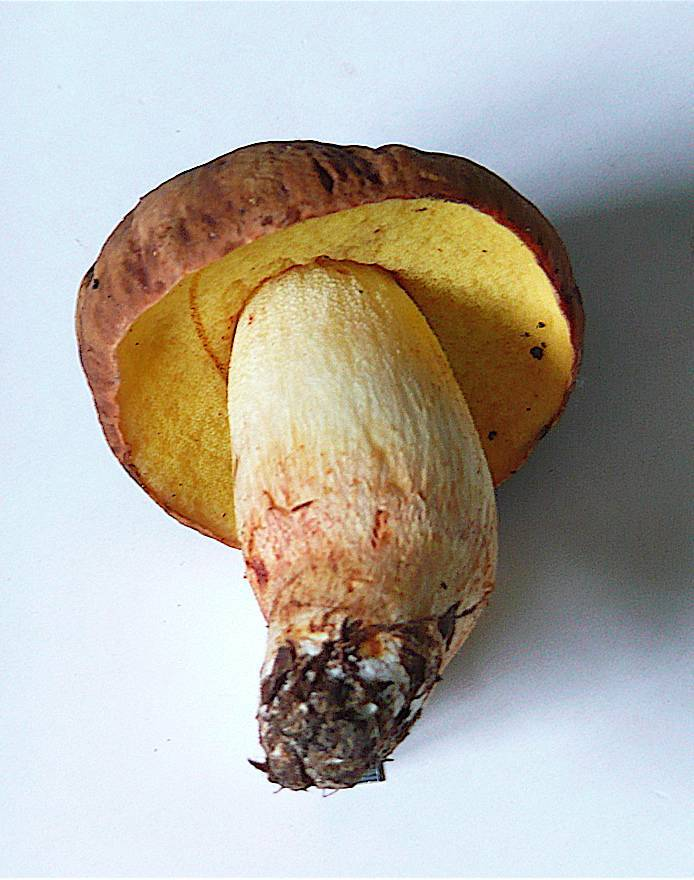
Hřib skvrnitý

Klobouk dosahuje 40–100 (150) milimetrů, zprvu je polokulovitý, později klenutý, ve stáří poduškovitý. Na povrchu je prakticky lysý, jen v prohlubeninách jemně sametový. Zbarvený je žlutohnědě až hnědě, často nerovnoměrně, skvrnitě. V dospělosti bledne.
Rourky a póry jsou zbarveny světle až sytě žlutě, ve stáří žlutoolivově.
Třeň je na povrchu bělavě žlutý, někdy s vínově červenými až hnědými skvrnami. Povrch kryjí nenápadné šupinky, které po omačkání netmavnou.
Dužnina je světle žlutá, ve spodní části třeně ve stáří červenohnědě skvrnitá. Na řezu se zbarvení nemění.
Vůně plodnic je chemická, připomíná jodoform případně karbol (fenol), především ve spodní části třeně. Toto nepříjemné aroma při tepelném zpracování sílí, čímž znehodnocuje pokrm. Při zavadání je cítit kumarinem.

### Mikroskopický
Povrch klobouku kryjí trichodermové vláknité hyfy, které se během růstu rozpadají a odhalují kompaktnější vrstvu, která se postupně mění na pseudoepitelium tvořené až 40 μm velkými buňkami. Výtrusy dosahují (10,5) 12–14,5 (7) × (4,5) 5–6 (7) μm, jsou elipsovitě vřetenovité, částečně patrná je suprahilární deprese.

## Výskyt
Jde o vzácnější houbu nižších poloh, která se vyskytuje na hrázích rybníků a ve světlých listnatých lesích. Tvoří mykorhizu s habry, lipami a lískami. Upřednostňuje alkalické podloží, fruktifikuje od července do září.

## Rozšíření
Roste ve střední Evropě, známý je z následujících zemí: Česká republika, Chorvatsko, Maďarsko, Rakousko, Slovensko a Slovinsko.
V rámci chráněných území České republiky byl hřib skvrnitý popsán mimo jiné na následujících lokalitách:
- Český kras[4] (Středočeský kraj)
  - Karlické údolí[4][5] (okres Beroun a Praha-západ)
  - Karlštejn[4] (okres Beroun)
  - Koda[6] (okres Beroun)
- Lipovka - Grado[7] (okres Praha-východ)
- Podyjí[8] (jižní Morava)
- Vyšenské kopce[4] (okres Český Krumlov)
- Žernov[9] (okres Pardubice)

## Záměna
- hřib plavý (Hemileccinum impolitum) – povrch klobouku je světlý a jemně plstnatý
- hřib přívěskatý (Butyriboletus appendiculatus) – chybí karbolové aroma, třeň kryje síťka
- pravé hřiby – chybí karbolové aroma, dužina je bílá (nikoli žlutá)

## Ochrana
Hřib skvrnitý je veden v Červeném seznamu hub České republiky jako zranitelný druh (VU). Neměl by proto být sbírán pro kuchyňskou spotřebu. Je ohrožen mimo jiné vysbíráváním plodnic neznalými houbaři a související devastací biotopu.